# Kostadin Nichev
Kostadin Nichev (Bulgarian: Костадин Ничев; sinh 22 tháng 7 năm 1988) là một cầu thủ bóng đá Bulgaria thi đấu ở vị trí hậu vệ cho Pirin Blagoevgrad.